# Banteay Meas
Banteay Meas (tiếng Khmer: ស្រុកបន្ទាយមាស) là một huyện (srok) thuộc tỉnh Kampot, miền nam Campuchia. Banteay Meas dịch nghĩa là Tháp vàng.
Trước thế kỷ 20 sử sách người Việt gọi Banteay Meas là Phủ Sài Mạt.
Huyện Banteay Meas gồm 15 xã sau đây: 
- Banteay Meas Khang Kaeut (Banteay Meas Đông): Pechonea, Krasang Kraom, Krasang Leu, Trapeang poun, Prey Bantoam, Srae Thlok, Pou, Thnong
- Banteay Meas Khang Lech (Banteay Meas Tây): Lumpung, Kandanh, Kansaom Ak, Tong Leang, Tbal Ken, Prey Leu, Hung Suy, Banteay Meas, Krang Banteay
- Prey Tonle (ព្រៃ ទន្លេ): Prey Tonle, Tuol Krasang, Prey Ruessei, Samraong Chen, Meun Dam
- Samraong Kraom (សំរោង ក្រោម): Trapeang Montrei, Ta Iek, Saen Ponlung, Samraong, Ta Ten, Krang Doung
- Samraong Leu: Bariveas, Damnak Chambak, Damnak Trayueng, Tram Sasar, Praphong
- Sdach Kong Khang Cheung (Sdach Kong Bắc): Chrung Sralau, Kanlang, Traeng, Pong Tuek
- Sdach Kong Khang Lech (Sdach Kong Tây): Prey Ta Prit, Rumpeun, Chamlang Chrey, Chheu Teal, Daeum Chamriek
- Sdach Kong Khang Tboung (Sdach Kong Nam): Sangkae Duoch, Ruessei Chuor, Phnum Touch, Sdach Kong
- Tnaot Chong Srang (Tnoat Chong Srang): Ta Lang, Kouk Veaeng, Tnaot, Doun Teav, Ruessei Chum, Khnay, Souriya, Angkonh (làng Linh Quỳnh hay Luih-Quinh[2]).
- Trapeang Sala Khang Kaeut (Trapeang Sala Đông): Toap Sdach, Ta Ngeut, Poun, Lieb, Khsaeum
- Trapeang Sala Khang Lech (ត្រពាំង សាលា ខាងលិច, Trapeang Sala Tây): Trapeang Kdol, Keatha Vong Kraom, Keatha Vong Leu, Sampoar, Prey Sralau
- Tuk Meas Khang Kaeut (Tuk Meas Đông): Trapeang Pring, Srae Kan Chen, Chrak Sdau, Srae Kan Chen Khang Kaeut, Srae Kan Chen Khang Lech, Angk Mli
- Tuk Meas Khang Lech (Tuk Meas Tây): Tuk Meas, Kaoh Tonsae, Chrak Khley, Chamlang Chrey, Prey Thum, Prey Chek, Prey Krala Khang Kaeut, Prey Krala Khang Lech
- Voat Angk Khang Cheung (វត្ត អង្គ ខាងជើង, Voat Angk Bắc): Srae Traeng, Tnaot Roling, Ponhea Angkor, Svay Ph'aem, Sou Peng
- Voat Angk Khang Tboung (Voat Angk Nam): Kandal, Khnach, Theay, Totuem, Srae Prey